# Anisobas artopoetese
Anisobas artopoetese là một loài tò vò trong họ Ichneumonidae.